# 司馬郁
司馬郁（?—?），字深仁，河內溫縣人，东晋皇子。晉简文帝司馬昱之子，胡淑仪所生，与司馬朱生同母，幼年敏慧。

## 生平
其兄司馬道生以无礼失旨的时候，司马郁多次劝他要守敬慎之道。司马道生不采纳，司马郁为此而哭，简文帝非常惊异并器重他。十七岁去世，无子。
很久以后，追谥会稽献世子。宁康二年（374年）正月，赠左将军，加散骑常侍，追封临川郡王，以武陵威王曾孙司马宝为嗣，追尊其母胡淑仪为临川太妃。

## 後嗣
司马宝，字弘文，历任秘书监、太常、左将军、散骑常侍、护军将军。刘裕建宋，以司马宝为金紫光禄大夫，降为西丰侯，食邑千户。
司馬安之，出繼淮陵王司馬漼系。